# I Can't Hold Back
«I Can't Hold Back» es una canción grabada por la banda de rock Survivor. Fue el primer sencillo de su álbum de 1984 Vital Signs (su primer álbum con el vocalista Jimi Jamison).
alcanzó el puesto número 13 en el Billboard Hot 100 y el número 14 en el Cash Box Top 100. También devolvió a la banda al número 1 durante tres semanas en la lista Billboard Top Rock Tracks.  

## Información de la canción
Como la mayoría de los éxitos de Survivor, esta canción fue escrita por el guitarrista Frankie Sullivan y el tecladista y guitarrista Jim Peterik. Según Peterik, el pre-estribillo de esta canción es lo que le da un "killer hook": "I can feel you tremble when we touch...". El video, que fue dirigido por Bob Radler, fue filmado en Chicago y se basó en parte en una escena de la película Risky Business. El interés amoroso de Jamison en el clip es Lee Ann Marie, a quien se puede ver montando una carroza en la película Ferris Bueller's Day Off.

## Posicionamiento en listas
| Lista (1984)                       | Máxima posición |
| ---------------------------------- | --------------- |
| Australia (Kent Music Report)      | 94              |
| Bélgica (Flandes) (Ultratop 50)    | 18              |
| Canadá (RPM Top Singles)           | 19              |
| Estados Unidos (Billboard Hot 100) | 13              |
| Estados Unidos (Mainstream Rock)   | 1               |
| Reino Unido (UK Singles Chart)     | 80              |